# Guoqing Xiang (socken i Kina)
Guoqing Xiang (kinesiska: 国庆, 国庆乡) är en socken i Kina. Den ligger i provinsen Yunnan, i den sydvästra delen av landet, omkring 280 kilometer söder om provinshuvudstaden Kunming. Antalet invånare är 13 898. Befolkningen består av 6 757 kvinnor och 7 141 män. Barn under 15 år utgör 16,0 %, vuxna 15-64 år 75 %, och äldre över 65 år 7,0 %.
Genomsnittlig årsnederbörd är 2 161 millimeter. Den regnigaste månaden är juli, med i genomsnitt 561 mm nederbörd, och den torraste är februari, med 28 mm nederbörd.